# Nusplingen
Nusplingen település Németországban, azon belül Baden-Württembergben. Lakosainak száma 1887 fő (2023. december 31.). Nusplingen Meßstetten és Obernheim községekkel határos.

## Népesség
A település népessége az elmúlt években az alábbi módon változott:
| Lakosok száma | 1958 | 1785 | 1838 | 1865 | 1865 | 1887 |
|               | 1975 | 2017 | 2019 | 2021 | 2022 | 2023 |